# 日本五钱硬币
五钱硬币（日语：五銭硬貨）是日本历史上曾发行的一种辅助货币，面额为“五钱”，每二十枚价值一日元。该币最早制造于明治三年（1870年），至昭和二十一年（1946年）停铸。历明治、大正和昭和三位日本天皇。硬币材质方面，发行流通的一钱硬币曾先后以银、白铜（铜镍合金）、纯镍、青铜、铝和锡等金属或合金制造。此外，日本还曾发行过五钱纸币。1953年，日本政府颁布《小额通货整理法》，面额低于1日元的货币被废止，五钱硬币与其他的小额货币皆退出流通。

## 基本信息
| 版别             | 图案 | 发行年代       | 直径    | 重量                                     | 材质         | 正面描述                            | 背面描述                 | 来源         |
| ---------------- | ---- | -------------- | ------- | ---------------------------------------- | ------------ | ----------------------------------- | ------------------------ | ------------ |
| 旭日龙五钱银币   |      | 1870年－1871年 | 16.15mm | 1.25g                                    | 银80%、铜20% | 龙、国号、年号纪年、面额            | 旭日、菊纹、桐纹、蔓草   | [ 3 ]        |
| 旭日大字五钱银币 |      | 1871年         | 16.15mm | 1.25g                                    | 银80%、铜20% | 面额、国号、年号纪年                | 旭日、菊纹、桐纹、蔓草   | [ 3 ]        |
| 龙五钱银币       |      | 1873年－1880年 | 15.15mm | 1.35g                                    | 银80%、铜20% | 龙、国号、年号纪年、英文面额        | 面额、菊纹、蔓草         | [ 3 ] [ 4 ]  |
| 菊五钱白铜币     |      | 1889年－1897年 | 20.6mm  | 4.6g                                     | 铜75%、镍25% | 面额“五”、国号、年号纪年            | 菊纹、汉字面额、英文面额 | [ 5 ] [ 6 ]  |
| 稻五钱白铜币     |      | 1897年－1905年 | 20.6mm  | 4.6g                                     | 铜75%、镍25% | 旭日、国号、年号纪年、英文面额      | 面额、水稻               | [ 5 ] [ 6 ]  |
| 大型五钱白铜币   |      | 1917年－1920年 | 20.6mm  | 4.28g                                    | 铜75%、镍25% | 八棱镜、青海波、国号、年号纪年      | 面额、菊纹、桐树         | [ 5 ] [ 6 ]  |
| 小型五钱白铜币   |      | 1920年－1932年 | 19.09mm | 2.62g                                    | 铜75%、镍25% | 八棱镜、青海波、国号、年号纪年      | 面额、菊纹、桐树         | [ 5 ] [ 6 ]  |
| 五钱镍币         |      | 1933年－1937年 | 19mm    | 2.8g                                     | 镍100%       | 勾玉、国号、年号纪年                | 面额、菊纹、旭光、金鵄   | [ 7 ] [ 6 ]  |
| 五钱铝青铜币     |      | 1938年－1940年 | 19mm    | 2.8g                                     | 铜95%、铝5%  | 二重樱花、国号、年号纪年            | 面额、菊纹、桐纹         | [ 8 ] [ 6 ]  |
| 五钱铝币         |      | 1940年－1943年 | 19mm    | 1940年：1.2g 1941/2年：1.0g 1943年：0.8g | 铝100%       | 金鵄、国号、年号纪年                | 面额、菊纹、祥云         | [ 9 ] [ 6 ]  |
| 穿孔五钱锡币     |      | 1944年         | 17.0mm  | 1.95g                                    | 锡93%、锌7%  | 国号、年号纪年                      | 面额、菊纹、桐纹、祥云   | [ 10 ] [ 6 ] |
| 鸽子五钱锡币     |      | 1946年         | 17.0mm  | 2.0g                                     | 锡93%、锌7%  | 面额“5”、“日本政府”、年号纪年、桐纹 | 鸽子、汉字面额、菊纹     | [ 11 ] [ 6 ] |

## 版别与铸造量

### 明治年间
明治元年（1868年），日本决定按照欧美的货币样式铸行新货币，并将货币单位由本来的两和文改变为圆、钱和厘。但直到明治二年，发行的仍是旧样式的货币。明治四年（1871年），日本颁布《新货条例》，正式确定新币的样式。最早的五钱硬币为旭日龙五钱银币，币面年号有“明治三年”和“明治四年”两种，但均发行于明治四年（1871年）。该币的币面设计内容与一日圆的相同，除面额文字外，其他均可在缩放后一一对应，该币直径五分（15.151mm），重三分三三五〇四（1.25g），材质为银80%、铜20%。该币正面以珠点圆环分为内外两层，内层为龙的图案，龙首朝左，龙口张口作阿形，外圈文字全部朝向钱币中心，顺时针为“大日本·明治三年·五錢”（纪年或为“明治四年”）；背面也以珠点圆环分为内外两层，内层为旭日图案，外圈上方为菊花紋章，菊花两侧各有一个桐纹，下方为蔓草图案，左邊圖案為泡桐的枝葉及花，右邊圖案為菊花的枝葉及花。因该币直径偏小，龙图细节不易轧制，明治四年将正面龙图删除，并将面额放置到内圈，称“旭日大字五钱银币”，但该版式因《新货条例》修正，仅在明治五年发行了币面为“明治四年”的一种纪年便停止制造。明治五年（1872年）十一月，日本太政官颁布太政官达，《新货条例》再次修正，新版的“龙五钱银币”开始发行，该版式币材未变，直徑变为15.15mm，但重量变为三分五九四二（1.348g），正面与旭日龙五钱银币相似，仅下方的面额改为顺时针书写的英文“5 SEN”，年份有“明治六年”至“明治十三年”多个种类；背面则中央为面额“五錢”，上方為菊紋，下方為蔓草。重量的变化据称是因为每1日元辅币中含银量低于一日元银圆的，不被民众接受，而不得不提高重量。一度被废除的龙图再次得以运用则可能是因为造币技术的提高。明治十三年（1880年），五钱银币停止制造，不过与其他带有龙图的硬币一样，该币曾在1893年芝加哥世博会上展出带有“明治二十五年”纪年的试铸币。
| 版别             | 币面纪年     | 公元纪年 | 铸造量/枚  | 数据来源             |
| ---------------- | ------------ | -------- | ---------- | -------------------- |
| 旭日龙五钱银币   | 明治三年     | 1870年   | 1,501,473  | [ 12 ] [ 13 ] [ 16 ] |
| 旭日龙五钱银币   | 明治四年     | 1871年   | 1,501,473  | [ 12 ] [ 13 ] [ 16 ] |
| 旭日大字五钱银币 | 明治四年     | 1871年   | 1,665,613  | [ 13 ] [ 17 ]        |
| 龙五钱银币       | 明治六年     | 1873年   | 5,593,172  | [ 4 ]                |
| 龙五钱银币       | 明治七年     | 1874年   | 7,806,493  | [ 4 ]                |
| 龙五钱银币       | 明治八年     | 1875年   | 6,396,784  | [ 4 ]                |
| 龙五钱银币       | 明治九年     | 1876年   | 5,546,424  | [ 4 ]                |
| 龙五钱银币       | 明治十年     | 1877年   | 22,024,167 | [ 4 ]                |
| 龙五钱银币       | 明治十三年   | 1880年   | 79         | [ 4 ]                |
| 龙五钱银币       | 明治二十五年 | 1892年   | 未发行     | [ 4 ]                |

明治二十一年（1888年）十一月，日本颁布《貨幣條例中改正追加》（貨幣條例中改正追加，勅令第七十四號），修正明治八年颁布的《貨幣條例》，新增白铜材质的五钱硬币，该币直径六分八厘（20.60mm），重一匁二四四一六（4.67g），币材为銅75%，镍25%。该币正面以珠点圆环分为内外两层，内层为面额“五”字，外圈文字全部朝向钱币中心，顺时针为“大日本·明治○○年”（○○为纪年汉字）；背面中央为菊花紋章，上方为面额“五錢”，下方為英文面额“5 SEN”；该币光边，但两面外缘内侧均有齿型锯齿。自19世纪中叶开始，世界多国辅币发行了铜镍合金硬币，日本通过回收方孔钱保有大量的铜，有利于发行铜币。明治二十二年（1889年），日本造币局的英国技师被全部解职，该币是日本技师独立完成的最早一批硬币之一。明治三十年（1897年），日本颁布《货币法》，五钱白铜币的样式被修改，正面中央为面额“五錢”，四周为合抱的稻穗；背面以珠点圆环分为内外两层，内层为旭日图案，外圈文字全部朝向钱币中心，上方顺时针为“大日本·明治○○年”（○○为纪年汉字），下方逆时针为英文面额“5 SEN”，与稻一钱青铜币的样式相同，而它们这两种硬币也是二战前仅有的两种不带菊花紋章的硬币。
| 版别         | 币面纪年     | 公元纪年 | 铸造量/枚  | 数据来源 |
| ------------ | ------------ | -------- | ---------- | -------- |
| 菊五钱白铜币 | 明治二十二年 | 1889年   | 28,841,944 | [ 20 ]   |
| 菊五钱白铜币 | 明治二十三年 | 1890年   | 39,258,103 | [ 20 ]   |
| 菊五钱白铜币 | 明治二十四年 | 1891年   | 15,924,782 | [ 20 ]   |
| 菊五钱白铜币 | 明治二十五年 | 1892年   | 9,510,289  | [ 20 ]   |
| 菊五钱白铜币 | 明治二十六年 | 1893年   | 8,531,858  | [ 20 ]   |
| 菊五钱白铜币 | 明治二十七年 | 1894年   | 14,680,000 | [ 20 ]   |
| 菊五钱白铜币 | 明治二十八年 | 1895年   | 1,030,000  | [ 20 ]   |
| 菊五钱白铜币 | 明治二十九年 | 1896年   | 5,119,988  | [ 20 ]   |
| 菊五钱白铜币 | 明治三十年   | 1897年   | 7,857,669  | [ 20 ]   |
| 稻五钱白铜币 | 明治三十年   | 1897年   | 4,167,020  | [ 21 ]   |
| 稻五钱白铜币 | 明治三十一年 | 1898年   | 18,197,271 | [ 21 ]   |
| 稻五钱白铜币 | 明治三十二年 | 1899年   | 10,658,052 | [ 21 ]   |
| 稻五钱白铜币 | 明治三十三年 | 1900年   | 2,426,632  | [ 21 ]   |
| 稻五钱白铜币 | 明治三十四年 | 1901年   | 7,124,824  | [ 21 ]   |
| 稻五钱白铜币 | 明治三十五年 | 1902年   | 24,478,544 | [ 21 ]   |
| 稻五钱白铜币 | 明治三十六年 | 1903年   | 372,000    | [ 21 ]   |
| 稻五钱白铜币 | 明治三十七年 | 1904年   | 1,628,000  | [ 21 ]   |
| 稻五钱白铜币 | 明治三十八年 | 1905年   | 6,000,000  | [ 21 ]   |
| 稻五钱白铜币 | 明治三十九年 | 1906年   | 未发行     | [ 21 ]   |

### 大正年间
大正五年，为更好的防止伪造，日本政府颁布《货币法》修正案将五钱硬币改为中间开孔的新造型，外径与此前的两版白铜币相同，厚度略薄了一点，中央孔径为4.24mm，重量则减轻为4.28g。该币正面上方为菊花紋章，菊章两侧各有一字，合为面额“五錢”，下方为泡桐图案；背面中央为八棱镜，八棱镜与外缘之间以青海波为底纹，上为国号“大日本”，下为年号纪年“大正○○年”（○○为纪年汉字）。由于银价暴涨，大正九年（1920年），十钱银币改为白铜币，而五钱硬币则缩小了尺寸、重量，缩小后的五钱硬币直径19.09mm，孔径3.94mm，重2.63g，币面设计未变，仅进行了缩小处理。随着十钱白铜币的大量发行，小额硬币发行减少，小型五钱白铜币在大正十二年停铸。
| 版别           | 币面纪年   | 公元纪年 | 铸造量/枚   | 数据来源 |
| -------------- | ---------- | -------- | ----------- | -------- |
| 大型五钱白铜币 | 大正六年   | 1917年   | 6,781,830   | [ 24 ]   |
| 大型五钱白铜币 | 大正七年   | 1918年   | 9,131,201   | [ 24 ]   |
| 大型五钱白铜币 | 大正八年   | 1919年   | 44,980,633  | [ 24 ]   |
| 大型五钱白铜币 | 大正九年   | 1920年   | 21,906,326  | [ 24 ]   |
| 小型五钱白铜币 | 大正九年   | 1920年   | 100,455,537 | [ 25 ]   |
| 小型五钱白铜币 | 大正十年   | 1921年   | 133,020,000 | [ 25 ]   |
| 小型五钱白铜币 | 大正十一年 | 1922年   | 163,980,000 | [ 25 ]   |
| 小型五钱白铜币 | 大正十二年 | 1923年   | 80,000,000  | [ 25 ]   |

### 昭和年间
昭和六年（1931年），日本发动九一八事變，發兵突襲並佔領中国东北地区，军事活动刺激了日本的经济发展，市场上的小额货币紧缺，于昭和七年（1932年）再次开铸五钱硬币，最初的样式与大正年间的小型五钱白铜币相同，仅纪年钱文有所变化。昭和八年（1933年），五钱硬币的材质变为纯镍，尺寸、重量也发生变化，直径为19mm，孔径5.20mm，重2.80g，五钱镍币的币面设计与此前的五钱白铜币稍有类似，正面上方为菊花紋章，菊章两侧各有一字，合为面额“五錢”，下方为金鵄图案，从金鵄底下散发的旭光占满整个币面；背面中央的八棱镜改为八个勾玉，左右两个珠点改为樱花，青海波底纹取消，上为国号“大日本”，下为年号纪年“昭和○○年”（○○为纪年汉字），该设计是通过向公众征集而来。发行镍币的一个原因是为战争储备金属镍，随着日本在昭和十二年（1937年）发动蘆溝橋事變，全面侵華，镍币也在次年被铝青铜币取代。昭和十三年（1938年），日本颁布《临时通货法》，五钱及十钱硬币材质改为铝青铜，五钱铝青铜币正面四等分，上方为菊花紋章，下方为桐纹，左右各一字，合为面额“五錢”；背面上为国号“大日本”，下为年号纪年，左右各半个二重樱花图案，该设计也是公募而来。1939年，第二次世界大战爆发，1941年日本发动太平洋战争，铜作为军事战略物资变得非常紧缺，五钱硬币在1940年改由纯铝制造。五钱铝币正面中央为菊花紋章，菊章左右各接有祥云图案，上下各一字，合为面额“五錢”；背面中央为金鵄，背面上为国号“大日本”，下为年号纪年。随着日本在战场上损失大量飞机，金属铝越来越稀缺，五钱铝币在1941年和1943年两度减轻重量。随着战局的进一步恶化，铝币在1944年停止制造，改用易于从被日本占领的东南亚各国获取的金属锡制造新版货币。第一版穿孔五钱锡币币材为锡93%、锌7%，直径为17.0mm，重量为1.95g，正面上方为菊花紋章，菊章两侧各有一字，合为面额“五錢”，下方为桐纹和祥云，背面设计简单，只有国号和纪年钱文，未设计任何图案。随着战局恶化，金属锡的来源也被切断，日本开始发行五钱纸币，并曾打算制造五钱陶币。日本投降後，進入盟軍佔領時期，日本造币局重新开始生产五钱铝币，然而駐日盟軍總司令部（GHQ）认为“大日本”是日本军国主义的象征，将未发行的五钱铝币全部熔毁，改发行以和平鸽为主题的新版锡币。鸽子五钱锡币从1945年12月开始制造，重量为2.0g。该币正面中央为和平鸽，鸽子上方为菊花紋章，下方为面额“五錢”；背面中央为阿拉伯数字面额“5”，左右各一桐纹，上为取代“大日本”的“日本政府”，下为年号纪年，有“昭和二十年”和“昭和二十一年”两种。金属锡并不适于铸币，原本发行锡币也仅是处于战时的特殊情况，因此昭和二十一年（1946年）库存材料用完后，五钱锡币便不再发行。之后，日本银行曾发行梅花版五钱纸币，但随着通货膨胀，小额货币的流通作用不断降低，五钱货币不再发行，和平鴿锡币成为日本最后一种五钱硬币。
| 版别           | 币面纪年     | 公元纪年 | 铸造量/枚   | 数据来源      |
| -------------- | ------------ | -------- | ----------- | ------------- |
| 小型五钱白铜币 | 昭和七年     | 1932年   | 8,000,394   | [ 31 ]        |
| 五钱镍币       | 昭和八年     | 1933年   | 16,150,808  | [ 32 ]        |
| 五钱镍币       | 昭和九年     | 1934年   | 33,851,607  | [ 32 ] [ 33 ] |
| 五钱镍币       | 昭和十年     | 1935年   | 13,680,677  | [ 32 ]        |
| 五钱镍币       | 昭和十一年   | 1936年   | 36,321,796  | [ 32 ]        |
| 五钱镍币       | 昭和十二年   | 1937年   | 44,402,201  | [ 32 ]        |
| 五钱铝青铜币   | 昭和十三年   | 1938年   | 90,001,977  | [ 34 ]        |
| 五钱铝青铜币   | 昭和十四年   | 1939年   | 97,903,873  | [ 34 ]        |
| 五钱铝青铜币   | 昭和十五年   | 1940年   | 34,501,216  | [ 34 ]        |
| 五钱铝币       | 昭和十五年   | 1940年   | 167,638,000 | [ 35 ]        |
| 五钱铝币       | 昭和十六年   | 1941年   | 242,361,000 | [ 35 ]        |
| 五钱铝币       | 昭和十六年   | 1941年   | 478,023,877 | [ 37 ]        |
| 五钱铝币       | 昭和十七年   | 1942年   | 478,023,877 | [ 37 ]        |
| 五钱铝币       | 昭和十八年   | 1943年   | 276,493,742 | [ 38 ]        |
| 穿孔五钱锡币   | 昭和十九年   | 1944年   | 70,000,000  | [ 39 ]        |
| 鸽子五钱锡币   | 昭和二十年   | 1945年   | 180,000,000 | [ 40 ]        |
| 鸽子五钱锡币   | 昭和二十一年 | 1946年   | 180,000,000 | [ 40 ]        |

## 备注
1. ↑  各资料中对正面、背面的判定或有不同，为方便对比，表中统一以带有国号的一面为正面
2. ↑  一说仍为五分未变[13]
3. ↑  含镍25%的铜镍合金硬币在中文、英文中常被称为镍币（nickel），本条目为与之后的纯镍币区分，使用日语中的“白铜”一词
4. 1 2  1941年，五钱硬币由1.2g减重至1.0g，1943年再减至0.8g[36]。